# Samaria ardentella
Samaria ardentella är en fjärilsart som beskrevs av Émile Louis Ragonot 1893. Samaria ardentella ingår i släktet Samaria och familjen mott. Inga underarter finns listade i Catalogue of Life.